# Tenanzintla
Tenanzintla är en ort i Mexiko.   Den ligger i kommunen Zentla och delstaten Veracruz, i den sydöstra delen av landet, 250 km öster om huvudstaden Mexico City. Tenanzintla ligger 722 meter över havet och antalet invånare är 288.
Terrängen runt Tenanzintla är varierad, och sluttar österut. Runt Tenanzintla är det ganska tätbefolkat, med 90 invånare per kvadratkilometer. Närmaste större samhälle är Huatusco de Chicuellar, 19,9 km väster om Tenanzintla. I omgivningarna runt Tenanzintla växer huvudsakligen savannskog.